# Eudorylas antennalis
Eudorylas antennalis är en tvåvingeart som beskrevs av Kapoor, Grewal och Sharma 1987. Eudorylas antennalis ingår i släktet Eudorylas och familjen ögonflugor. Inga underarter finns listade i Catalogue of Life.